# Pseudoleptorhynchoides lamothei
Pseudoleptorhynchoides lamothei är en hakmaskart som beskrevs av Salgado-maldonado 1976. Pseudoleptorhynchoides lamothei ingår i släktet Pseudoleptorhynchoides och familjen Rhadinorhynchidae. Inga underarter finns listade i Catalogue of Life.